# Holcus gayanus
Holcus gayanus es una especie de la familia de las poáceas.  

## Descripción
Hierba anual. Tallos erectos, huecos, muy nudosos, de 10-25 cm de altura. Hojas lineares, muy pelosas, de cerca de 1-2 mm de anchura. Espiguillas lateralmente comprimidas, de 3-4 mm, con 2 a 3 flores, dispuestas en panícula más o menos laxa de hasta 4 cm de longitud; glumas áperas en la parte media; lema con una arista de 3-4 mm de longitud. Fruto en cariopsis.

## Distribución y hábitat
En la península ibérica. En repisas temporalmente húmedas, y en suelos más o menos arenosos.

## Taxonomía
Holcus gayanus fue descrita por Pierre Edmond Boissier y publicado en Voyage botanique dans le midi de l'Espagne 2: 637, t. 173B. 1842.
Sinonimia
- Aira sicula Spreng.
- Hierochloe parviflora C.Presl
- Holcus durieui Steud.
- Holcus tenuis Trin.
- Holcus tenuis Gay ex Lacaita[3][4]